# Avril brisé
Avril brisé és una pel·lícula francesa dirigida per Liria Bégéja, estrenada el 1987. El guió fou escrit per Olivier Assayas basant-se en la novel·la L'abril trencat d'Ismail Kadaré.

## Argument
Ambientada a les muntanyes d'Albània l'any 1933 enmig d'una espiral d'odi i venjança que enfronta des de fa temps dues famílies rivals i que ja ha provocat 44 morts. El govern albanès decideix enviar a la zona un jove magistrat format a França per tal que hi faci de mitjancer i acabi amb l'enfrontament.

## Repartiment
- Jean-Claude Adelin
- Violetta Sanchez
- Alexandre Arbatt